# مفحق (صنعاء)

تعديل مصدري - تعديل

مفحق هي مدينة ومركز مديرية الحيمة الخارجية بمحافظة صنعاء اليمنية، بلغ تعداد سكانها 481 نسمة حسب الإحصاء الذي أجري عام 2004.